# 2b2t
2b2t (2builders2tools) este un server de Minecraft multiplayer creat în decembrie 2010. Este unul din cele mai vechi servere care încă mai rulează, precum și cel mai vechi server de anarhie din Minecraft. Lumea pe care a fost salvată 2b2t este, de asemenea, cea mai veche hartă a serverului din joc care nu a fost resetată de la crearea sa. Deoarece serverul este unul de anarhie, practic nu are reguli, așa că PVP-ul și „griefingul” se găsesc peste tot pe server. În octombrie 2015, serverul ocupa peste 800 de GB de spațiu pe disc și costa 90 dolari pe lună pentru întreținere. Potrivit proprietarului serverului, către aprilie 2024 această cifră a crescut la 28.300 de GB cu peste 865.194 de jucători unici,